# Cypress Hill

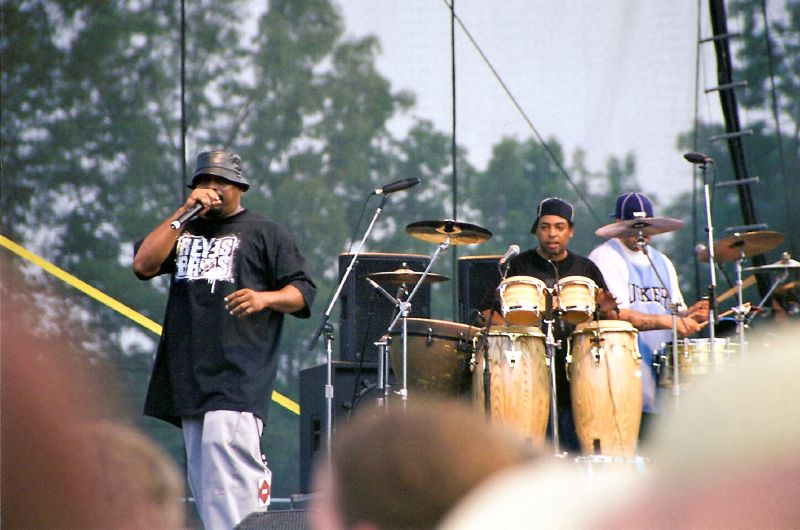
Sen Dog, Bobo, B-Real

Cypress Hill bildades 1988 och är en latinamerikansk hiphop/Latin/Rapcore-grupp från South Gate, Kalifornien, USA. Gruppen har sålt över 17 miljoner skivor och är kända för sina våldsamma texter samt förespråkande av legalisering av marijuana.

## Medlemmar
- Lawrence "DJ Muggs" Muggerud, DJ och musikproducent
- Louis "B-Real" Freese, rappare
- Senen "Sen Dog" Reyes, rappare
- Eric "Bobo" Correa, batterist

## Diskografi

### Studioalbum
- 1991 Cypress Hill
- 1993 Black Sunday
- 1995 III (Temples of Boom)
- 1998 IV
- 2000 Skull & Bones (2 CD)
- 2001 Stoned Raiders
- 2004 Till Death Do Us Part
- 2010 Rise Up
- 2018 Elephants on Acid
- 2022 Back in Black

### Samlingsalbum
- 1993 Legalized USA
- 1996 Unreleased & Revamped (EP)
- 1999 Los Grandes Éxitos En Español
- 2000 Live At The Fillmore
- 2001 Rare Connection (CD Extra)
- 2002 Stash (EP)
- 2004 Cypress Thrill
- 2005 Greatest Hits from the Bong